# Esperanza Lázaro
Esperanza Lázaro de Baxter (Barcelona, 7 de agosto de 1919 - San Francisco, 25 de septiembre de 2015) fue una escritora y artista plástica hispanofilipina, ganadora del premio Zobel. Era hija de Antonio Lázaro, prestigioso compositor que trabajaba en el Palacio de la Música Catalana y de Esperanza Vicente.

## Biografía
Estudió Bellas Artes en su ciudad natal, donde desde jovencita ya se dedicó a la escritura y recibió diferentes premios y menciones.
En 1952, con 30 años, se trasladó a Filipinas, país donde se casaría y del cual tomaría su nacionalidad. Desde su llegada se sumergió en el ambiente litererario en español, entonces todavía rico en Manila y fue miembro de la Academia Filipina de la Lengua Española.
Fue guionista de Radio Barcelona, trabajo gracias al cual conoció a su marido filipino (William Baxter y Orozco) y terminó en Filipinas. En 1952 él escuchó en Radio Barcelona Milagro en las Indias, cuyo guion había escrito Esperanza, y quiso comprarlo para llevarlo a Manila, donde los padres dominicos regentaban una emisora de radio en español.
Al final de su vida residió en California.

## Premios
- 1957. Premio Zobel[2] por Romancero Sentimental.

## Obras (selección)
- 2010. Romancero Sentimental. (Premiado pero inédito desde 1957). Wordrunner Press, Petaluma, California
- 2010. Homenajes. Wordrunner Press, Petaluma, California